# لين دان (كرة سلة)
لين دان (بالإنجليزية: Lin Dunn)‏ مواليد 10 مايو 1947، هي لاعبة كرة سلة أمريكية سابقة أصبحت مدربة مساعدة. فازت بلقب دوري المحترفات. هي حاليا تدرب فريق كينتاكي وايلدكات الذي يمثل جامعة كنتاكي. دربت أيضا سياتل ستورم.

## روابط خارجية
- لين دان على موقع قاعة مشاهير كرة السلة للسيدات (الإنجليزية)
- لين دان على موقع سبورتس رفرنس (الإنجليزية)
- لين دان على موقع كلية كرة السلة في سبورتس رفرنس.كوم (الإنجليزية)
- لين دان على موقع قاعة تينيسي للمشاهير الرياضية (الإنجليزية)